# ماجرا اینگونه آغاز می‌شود
ماجرا اینگونه آغاز می‌شود (ایتالیایی: Qui comincia l'avventura) که با نام بلوند در لباس چرم مشکی (انگلیسی: Blonde in Black Leather) هم شناخته می‌شود، فیلمی ایتالیایی به کارگردانی کارلو دی پالما و هنرنمایی کلودیا کاردیناله و مونیکا ویتی است که در سال ۱۹۷۵ منتشر شد.

## گزیدهٔ بازیگران
- مونیکا ویتی
- کلودیا کاردیناله
- نینتو داولی
- گوییدو لئونتینی